# Fracas

Fracas est un parfum créé en 1948 par Germaine Cellier pour le couturier Robert Piguet.
Ce parfum est un soliflore autour de la tubéreuse, une fleur blanche très utilisée en parfumerie, et qui est un « parfum en soi, enivrant, qui dégage une personnalité unique ». L'écrivain Colette écrivit au sujet de ce parfum : « Elle, la tubéreuse, forçait ma porte de toute sa puissance de fleur. ». Ce fut aussi le parfum d'Edwige Feuillère.
Fracas de Robert Piguet connut son heure de gloire jusque dans les années 1960, puis tomba dans l'oubli, malgré un timide retour dans les années 1990. La tubéreuse est redécouverte, aujourd'hui, par le courant vintage et adoptée par des actrices comme Sofia Coppola, Vera Wang, Kim Basinger et Sarah Michelle Gellar.
Ce parfum a servi de base d'inspiration pour, entre autres, le premier parfum de Chloé, Giorgio Beverley Hills, Fragile de Jean Paul Gaultier, Tubéreuse criminelle de Serge Lutens, Do Son de Diptyque, réminiscence d'un jardin vietnamien, et Carnal Flower aux Éditions de parfums Frédéric Malle.